# Nibelung I
Nibelung I o Niveló I († entre 770 i 786) fou un comte carolingi del segle viii, nebot de Carles Martell i un dels continuadors de la Crònica de Fredegari.

## Biografia
A la mort del seu pare Khildebrand I, va reprendre la redacció de la crònica de Fredegari que el seu pare havia assegurat. N'acaba l'escriptura el 768, data de la mort de Pipí I el Breu i de l'adveniment de Carlemany. És probablement idèntic al comte homònim conegut per haver subscrit actes per al monestir de Gorze el 762 i el 770. Finalment, segons un diploma de Saint-Germain des Prés, posseïa una vil·la a Marolles-sur-Seine que tenia del seu pare i que pertanyia el 786 a un comte del nom Autbert, el que deixa suposar que Nibelung havia mort abans d'aquesta data.

## Fills
Cap document contemporani no li menciona esposa o fills. És tanmateix probable que els comtes de nom Nibelung i Khildebrand siguin els seus descendents. A la generació següent hom coneix dos comtes, que poden ser els fills de Nibelung I:
- Khildebrand II, missus dominici a l'Autunois el 796,
- Nibelung II, comte de Madrie citat el 788.